# Adivinanza de la esfinge

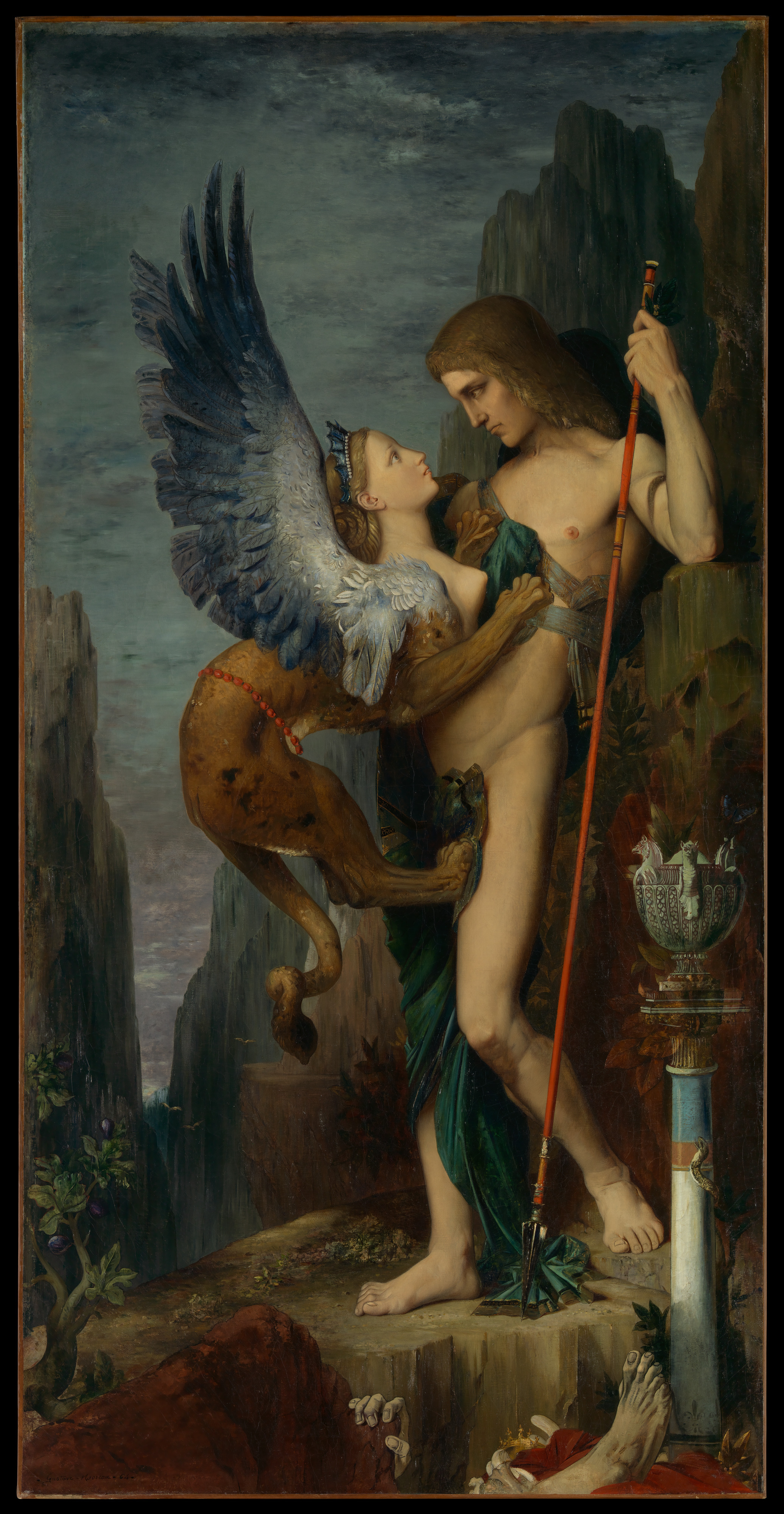
Edipo y la esfinge, pintura de Gustave Moreau.

El Enigma de la Esfinge es una adivinanza que, según la mitología griega, fue presentada por la Esfinge a Edipo, quien encontró la solución. Se trataba de determinar qué ser, provisto de una sola voz, camina primero de cuatro patas por la mañana, después sobre dos patas al mediodía y finalmente con tres patas al atardecer?, La respuesta correcta del héroe fue el hombre, que cuando es niño camina sobre cuatro patas, los adultos caminan derechos sobre dos patas y cuando son viejos se ayudan con una tercera pata, el bastón. El enigma es un motivo cultural recurrente en muchas culturas tanto  clásicas como  populares.

## Historia
Los habitantes de la ciudad de Tebas estaban atemorizados por una Esfinge que apareció en la entrada de la ciudad. La Esfinge no era como las esfinges de Egipto, sino que era un monstruo con cabeza humana y un cuerpo de león con alas.
La Esfinge impedía tanto la salida como la entrada de los habitantes de Tebas, ya que cualquiera que quisiera salir o entrar debía resolver el acertijo que proponía la Esfinge. Si no acertaba, la Esfinge agitaba sus enormes alas y lanzaba a la persona que se equivocaba lo más lejos posible con un gran golpe del que no se podía recuperar, hasta que Edipo resolvió el acertijo contestando que era el hombre.